# 黃陵鄉
黃陵鄉，是四川省鄰水縣下轄的一個鄉級行政單位。

## 沿革[1]
- 1953年10月3日，第六區(九龍區)公所從雙龍鄉划出一部分，增建黃陵鄉人民政府。1955年3月5日。黃陵鄉人民政府劃歸第七區(袁市區)公所領導。1956年1月16日，黃陵鄉併入雙龍鄉，黃陵鄉人民政府撤銷。